# Bạch Long Vĩ
Bạch Long Vĩ – wyspa w północnym Wietnamie, w Zatoce Tonkińskiej, położona pomiędzy ujściem Rzeki Czerwonej a wyspą Hajnan. Wyspa to płaskowyż wznoszący się gwałtownie na wysokość 58 m n.p.m. otoczony stromymi klifami. Ma trójkątny kształt, 3 km długości i 1,5 km szerokości oraz linię brzegową o długości około 6,5 km. W zależności od pływów morskich zajmuje powierzchnię od 1,78 km2 (podczas przypływu) do 3,05 km2 (podczas odpływu). Ze względu na ciepły klimat i wyjątkową lokalizację, wyspa posiada bogate zasoby naturalne. Wody Morza Południowochińskiego oblewające wyspę obfitują w zasoby rybne oraz owoce morza, takie jak uchowiec, karmazyn, granik, kalmary, strzykwy, żółwie morskie, perły, krewetki i kraby. Dno morskie wokół wyspy jest bogate w ropę naftową oraz gaz ziemny.